# Château de Boisy (Ballaison)
Pour les articles homonymes, voir Château de Boisy.
Le château de Boisy est une ancienne maison forte, dont l'origine remonte au XIIIe siècle, qui se dresse sur la commune de Ballaison dans le département de la Haute-Savoie, en région Auvergne-Rhône-Alpes.

## Situation
Le château de Boisy est situé dans le département français de la Haute-Savoie sur la commune de Ballaison, sur le versant méridional du mont de Boisy.

## Historique
Au XIIIe siècle, la maison forte de Boisy est la possession de la famille Pinart. En 1362, un mariage allie celle-ci à la famille de Montfort. Cette dernière acquiert petit à petit l'ensemble des terres de Boisy.
En 1470, la maison forte et le titre de seigneur de Boisy passent à la famille d'Allinges à la suite du mariage de Guillemette de Montfort avec Jean d'Allinges. Les Allinges les conserveront jusqu'en 1601.
En 1536, lors de la conquête du Chablais par les Bernois, le seigneur de Boisy adhère à la Réforme protestante. 
En 1601, Esther d'Allinges épouse le seigneur de Vérace en France, Jean Budé, protestant, ancien secrétaire du roi Charles IX. Depuis le massacre de la Saint-Barthélemy il s'est exilé à Genève où il est devenu l'ami de Théodore de Bèze. Les Budé garderont Boisy jusqu'en 1796, date à laquelle, Isaac Budé cède Boisy à Madeleine Lullin. En 1801 cette dernière le revend à la famille Monachon.
Dès 1803, les Monachon le vendent à Édouard de Maupeou, qui a épousé une Budé. Boisy sera ensuite, de 1818 à 1911, possession de la famille de Boigne. En 1911, Raoul de Boigne le cède à Albert Turrettini. Son fils, l'architecte Maurice Turrettini, rénove le château qui reçoit alors son aspect actuel. Boisy était à la fin du XXe siècle la possession de Robert Turrettini, avocat au barreau de Genève.

## Description
Il ne subsiste de la maison forte initiale que la grosse tour carrée, les Turrettini ayant démoli au début du XXe siècle plusieurs bâtiments d'époque diverses.
Sur la tour, dont une poutre porte la date de 1430, fut accolé un corps de bâtiment.